# Hubbell (Nebraska)
Hubbell è un comune degli Stati Uniti d'America, situato nello Stato del Nebraska, nella Contea di Thayer.